# Azdren Llullaku
Azdren Llullaku (n. 15 februarie 1988, Istok, RS Serbia, RSF Iugoslavia) este un fotbalist albanez, kosovar și italian, care joacă pe post de atacant la Gloria Bistrița Năsăud în Liga a III-a. Pe plan internațional, are prezențe la națională pentru Albania.
Joaca la CSM Ceahlău Piatra Neamț

## Carieră

### Începuturi
Llullaku s-a născut pe 15 februarie 1988 la Istok. Din cauza războiului kosovar, la vârsta de 12 ani s-a mutat în Italia alături de mama și de fratele său în Tarzo, o comună din Provincia Treviso a regiunii sud-italiene Veneto. Și-a început cariera la AC Vallata, o echipă din ultimul eșalon al fotbalului de amatori din Italia.

### Conegliano
În competițiile regionale, Llullaku a demonstrat că este un golgheter talentat, așa că a fost recrutat de către Denis Florin, director sportiv la Conegliano, unde a jucat în Eccellenza, la acea vreme. Llullaku acceptă cu entuziasm oferta și joacă la nivel de juniori, după zece meciuri fiind promovat la echipa de seniori. În sezonul 2004-2005, la vârsta de 17 ani, a înscris 3 goluri la prima echipă, ieșind însă în evidență ca fiind un profesionist.

### Sacilese
S-a transferat în Serie D, la Sacilese, în 2006.
În sezonul 2006-2007 a marcat 8 goluri în 31 de apariții.

### Südtirol
În vara lui 2007 se alătură formației de Serie C2, Südtirol. În sezonul 2007-2008 a eșuat în a marca vreun gol în cele douăsprezece partide jucate.

### Domegliara
În 2008 se alătură formației de Serie D, Domegliara. În sezonul 2008-2009 marchează 11 goluri în 33 de partide.

### Întoarcerea la Sacilese
S-a întors în 2009 la fosta echipă, Sacilese, în Lega Pro Seconda Divisione (fosta Serie C2) dar nu a avut vreo apariție în întreg sezonul 2009-2010 din cauza interdicțiilor din partea legii cu privire la cetățenii non-europeni. Asta l-a făcut să se transfere în Serie D, la Tamai.

### Tamai
În sezonul 2010-2011 a marcat 22 de goluri în 33 de partide. În februarie este ales de către Corriere dello Sport drept jucătorul anului din Serie D, făcând parte și din prim unsprezecele ideal al sezonului.

### SandonàJesolo
În 2011 se alătură formației SandonàJesolo. 
Pe 25 septembrie 2011, Llullaku a deschhis scorul transformând un penalty în victoria echipei sale cu 2-0 împotriva celor de la San Giorgio. Pe 18 decembrie 2011, Llullaku marchează un hattrick pentru SandonàJesolo, stabilind scorul final, 3-0, împotriva celor de la Gradisca.
În sezonul 2011-2012 a marcat 13 goluri în 30 de apariții. SandonàJesolo a terminat pe locul 6 în Serie D și s-a calificat pentru play-offurile pentru promovare, jucând primul meci împotriva celor de la Arezzo. Primul meci de play-off, jucat pe 27 martie 2012 contra celor de la Arrezo, s-a terminat la egalitate, 0-0, SandonàJesolo câștigând la penaltiuri, în deplasare, cu 4-3. SandonàJesolo a avansat în semifinale, unde au întâlnit Legnago Salus, pe 3 iunie 2012, câștigând cu 2-0, într-un meci în care însuși Llullaku a închis partida, după o acțiune proprie. SandonàJesolo a ajuns în finală unde a înfruntat Cosenza, într-un meci în care Llullaku a reușit să marcheze o dublă, Cosenza reușind să revină de la 0-2, meciul terminându-se cu 3-2, în defavoarea albanezului.
Llullaku a reușit să joace pentru SandonàJesolo și în finala Cupei Italiei Serie D. SandonàJesolo a jucat o semifinală în dublă-manșă împotriva celor de la Bogliasco. Deoarece primul meci a fost câștigat acasă cu 1-0, SandonàJesolo s-a calificat după ce Llullaku a înscris golul calificării într-o înfrângere a echipei sale cu 2-1, care a însemnat, totuși, purcederea către următoarea fază a competiției. Au ajuns în finală unde Llullaku a jucat în eșecul cu 2-1 împotriva celor de la Sant'Antonio Abate.
La finalul sezonului, cluburi profesioniste, precum Cremonese sau Pordenone, erau interesate de serviciile albanezului, însă statutul său de jucător străin a stat în calea realizării vreunei mutări.

### Gaz Metan Mediaș
După 6 ani petrecuți în Italia, la 24 iulie 2012, după o perioadă de teste, Llullaku a semnat cu echipa de Liga I, Gaz Metan Mediaș.

#### Sezonul 2012-2013
Și-a făcut debutul pe 24 august 2012, împotriva celor de la Turnu Severin, intrând în minutul 39, înlocuindu-l pe Radu Zaharia, într-un meci încheiat cu victoria echipei sale, cu scorul de 2–0. A marcat primul său gol pe 1 decembrie 2012, contra celor de la CFR Cluj, meci în care Llullaku a marcat golul egalizator pentru echipa sa, terminându-se cu scorul de 1-1. Pe 22 februarie 2013, Llullaku a marcat un gol împotriva celor de la Gloria Bistrița, unde a marcat primul gol al meciului, în minutul 31. Pe 8 martie 2013 a marcat o dublă în victoria cu 4-1 contra celor de la Viitorul Constanța. Llullaku a marcat pe 8 aprilie 2013, din penalti, golul decisiv care i-a adus echipei sale victoria cu 1-0 împotriva celor de la Concordia Chiajna.
Llullaku a terminat sezonul 2012-2013 cu 22 de apariții, incluzând două partide de Cupa României, și cu 5 goluri marcate.

#### Sezonul 2013-2014
A început sezonul 2013-2014 pe 20 aprilie 2013, împotriva celor de la Săgeata Năvodari, unde a fost schimbat în minutul 77, într-un meci în care echipa sa a pierdut cu 0-1 în deplasare. Pe 26 iulie 2013 a marcat singurul gol al echipei sale împotriva celor de la FC Botoșani, unde a egalat în minutul 54, făcând 1-1, meciul terminându-se cu scorul de 2-1 pentru botoșăneni, în deplasare la Mediaș.
Pe 25 septembrie 2013, Llullaku a marcat o dublă în Cupa României, în victoria echipei sale cu 4-0, în deplasare la Petrolistul Boldești.
A terminat sezonul cu 28 de apariții, din care 9 ca titular, marcând un singur gol. A marcat două goluri în atâtea partide în cupă.

#### Sezonul 2014-2015
Llullaku a început sezonul 2014-2015 pe 21 iulie 2014, împotriva celor de la Pandurii Târgu Jiu, în optimile de finală ale Cupei României. Echipa sa a pierdut meciul cu 0-1 în prelungiri, Llullaku fiind integralist, după ce terminaseră cele 90 de minute cu scorul de 0-0. După acest rezultat, echipa sa a fost eliminată din competiție. Primul său meci de campionat l-a jucat pe data de 27 iulie 2014, contra celor de la FC Botoșani, fiind din nou integralist, meciul terminându-se cu o victorie mare a medieșenilor în deplasare, 3-0. Pe 8 august 2014, Llullaku a marcat primul său gol al sezonului, împotriva celor de la Rapid, unde a intrat în minutul 66 ca înlocuitor al lui Ciprian Petre, marcând un gol egalizator dramatic, în minutul 94, stabilind scorul final: 1-1. Llullaku a marcat pe 12 septembrie 2014 al doilea său gol, de data asta împotriva campioanei Steaua, accidentându-se însă după o coliziune cu un adversar, meciul terminându-se 3-1, în defavoarea medieșenilor. Llullaku a fost titular pe 1 noiembrie 2014 contra celor de la U Cluj, unde a marcat singurul gol al echipei sale în meciul terminat la egalitate cu scorul de 1-1, după ce echipa sa a înscris în proprie poartă. Pe 5 decembrie 2014, Llullaku a fost cel mai bun om al meciului cu Brașovul, marcând golurile decisive pentru echipa sa în victoria cu 2-1, în minutele 3, respectiv 5. A fost ultimul meci al anului 2014 din campionat, care s-a reluat în februarie, găsindu-l pe Llullaku accidentat, în recuperare, lucru care l-a făcut să rateze primele două partide ale anului, întorcându-se, însă, în al treilea meci al anului, împotriva celor de la Rapid, pe 9 martie, unde a jucat ca titular, fiind înlocuit de Alexandru Curtean, echipa sa pierzând însă partida cu 1-0, acasă, după un gol al giuleștenilor în primele minute ale primei reprize. Pe 14 martie 2015, Llullaku a marcat golul egalizator pentru echipa sa la douăsprezece minute de la intrarea în teren din minutul 53, când l-a înlocuit pe Cosimo Figlomeni, aducând un punct echipei sale în meciul împotriva Craiovei.

#### Sezonul 2015-2016
Pe 13 ianuarie 2016, Llullaku a anunțat pe contul său oficial de Facebook că a ajuns la un consens cu conducerea celor de la Gaz Metan Mediaș, reziliându-și contractul.

### CSMS Iași
După despărțirea de medieșeni, Llullaku a rămas în România, revenind în Liga I după turul de campionat petrecut în Liga a II-a la Gaz Metan Mediaș, semnând cu echipa antrenată de italianul Nicolò Napoli, CSMS Iași, unde juca și prietenul său, italian de asemenea, Alessandro Caparco, dar și un alt italian, Gianmarco Piccioni.
Sezonul 2018 - 2019
Transferat la Astra Giurgiu, Llullaku debutează cu gol în partida Astra - FCSB 1 - 0.

## Cariera internațională
În aprilie 2013, FSHF a anunțat un posibil interes pentru Llullaku, în sensul de a reprezenta Albania, cerându-i să aplice pentru un pașaport albanez. A primit prima convocare de la selecționerul Gianni De Biasi, care a declarat că din cauza accidentării lui Edmond Kapllani a decis să-l convoace pe Llullaku în meciul cu Norvegia din 7 iunie 2013, în principal datorită abilității sale de a evolua pe ambele flancuri ca aripă. Llullaku a rămas pe bancă, fiind rezervă neutilizată.

## Palmares

### Club
SandonàJesolo
- Play-off Serie D: vicecampion 2011-2012
- Cupa Italiei Serie D: vicecampion 2011-2012

### Individual
- Liga I golgeter: 2016–17 (cu Gaz Metan Mediaș)